# Ezequiel Paraguassu
Ezequiel Rodrigues Dutra Paraguassu (ur. 4 listopada 1963 w Rio de Janeiro) – brazylijski judoka. Dwukrotny olimpijczyk. Zajął osiemnaste miejsce w Barcelonie 1992 i 34. w Seulu 1988. Walczył w wadze półśredniej.
Startował w Pucharze Świata w latach 1990-1992. Złoty medalista mistrzostw panamerykańskich w 1990 i srebrny w 1992. 

## Letnie Igrzyska Olimpijskie 1988
| Konkurencja | Eliminacje              | Klas. końcowa |
| Konkurencja | Przeciwnik I            | Miejsce       |
| ----------- | ----------------------- | ------------- |
| 78 kg       | Torsten Bréchôt (GDR) P | 34.           |

## Letnie Igrzyska Olimpijskie 1992
| Konkurencja | Eliminacje              | Eliminacje            | Klas. końcowa |
| Konkurencja | Przeciwnik I            | Przeciwnik II         | Miejsce       |
| ----------- | ----------------------- | --------------------- | ------------- |
| 78 kg       | Patrick Matangi (ZIM) Z | Kim Byung-joo (KOR) P | 18.           |